# 29-й гвардейский истребительный авиационный полк
29-й гвардейский истребительный авиационный Волховский полк (29-й гв. иап) — воинская часть Военно-воздушных сил (ВВС) Вооружённых Сил РККА, принимавшая участие в боевых действиях Великой Отечественной войны, в Гражданской войне в Китае и в Войне в Корее.

## Наименования полка
За весь период своего существования полк несколько раз менял своё наименование:
- 154-й истребительный авиационный полк;
- 29-й гвардейский истребительный авиационный полк;
- 21-й гвардейский истребительный авиационный Волховский полк;
- Полевая почта 55713.

## Создание полка
29-й гвардейский истребительный авиационный полк образован 22 ноября 1942 года путём преобразования из 154-го истребительного авиационного полка на основании Приказа НКО СССР.

## Расформирование полка
29-й гвардейский истребительный авиационный Волховский полк был расформирован в составе 5-й истребительной авиационной дивизии ПВО 31 мая 1969 года

## В действующей армии
В составе действующей армии:

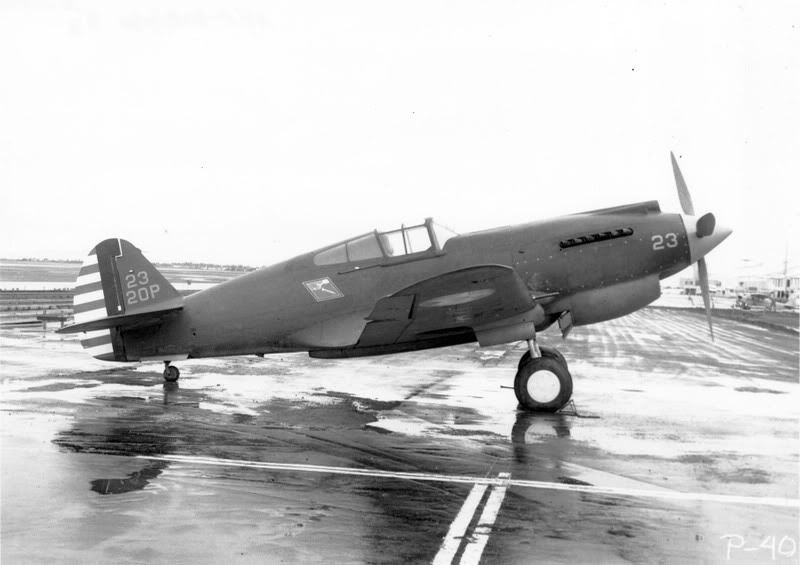
Самолёт Curtiss P-40B

- с 1 декабря 1942 года по 14 ноября 1944 года, Итого — 714 дней

Во время войны в Корее:
- с 03.03.1950 года по 03.10.1950 года, всего 214 дней
- с 21 ноября 1950 года по 24 января 1950 года, всего 64 дня,

Итого: 278 дней

## Командиры полка
- гвардии подполковник Матвеев Александр Андреевич[3], с 10.11.1941 по 18.05.1943
- гвардии подполковник Пилютов Пётр Андреевич[3], с 28.05.1943 по 12.12.1943
- гвардии майор Дворник Александр Филиппович[3], с 29.12.1943 по 31.12.1945

## В составе соединений и объединений

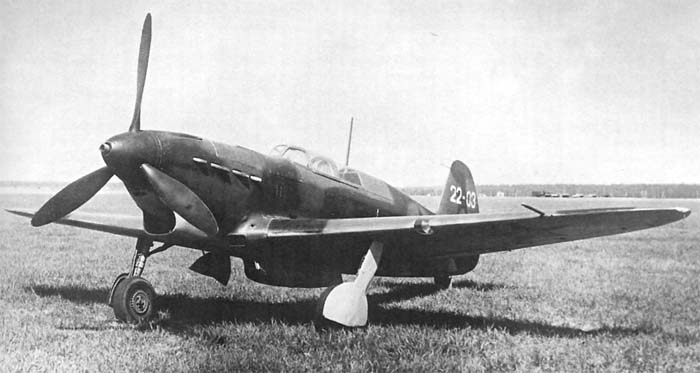
Истребитель Як-7

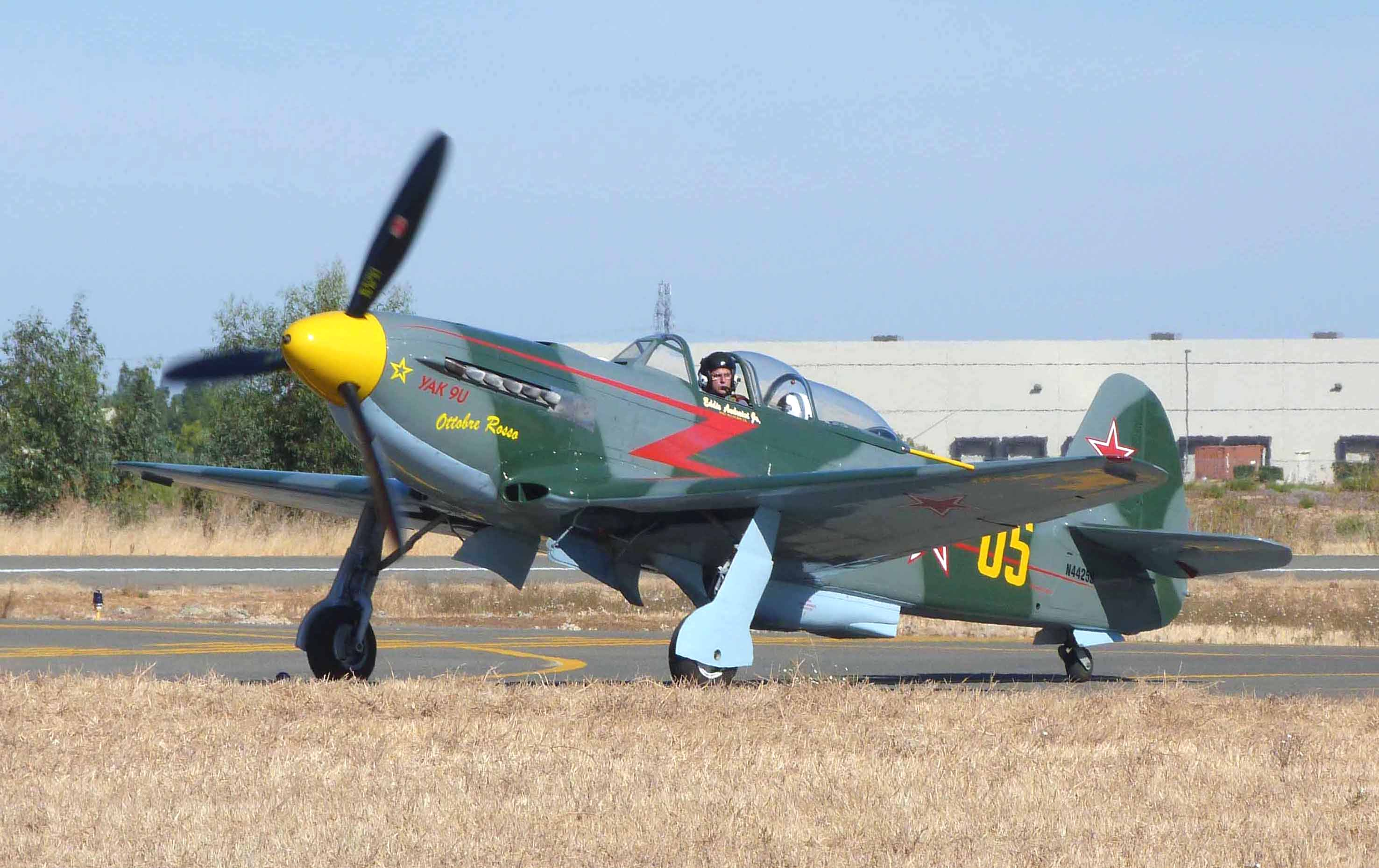
Истребитель Як-9

| Период        | Фронт (округ)            | армия                       | корпус                                  | дивизия                                                                                    | примечание                                                      |
| ------------- | ------------------------ | --------------------------- | --------------------------------------- | ------------------------------------------------------------------------------------------ | --------------------------------------------------------------- |
| 22.11.1942 г. | Ленинградский фронт      | 8-я армии                   | ВВС 8-й армии                           |                                                                                            | Полк преобразован в гвардейский, МиГ-3, Томагаук, Киттихаук     |
| 01.12.1942 г. | Ленинградский фронт      | 13-я воздушная армия        |                                         | 275-я истребительная авиационная дивизия                                                   | 4 МиГ-3, 12 Киттихаук, 1 Як-1                                   |
| 04.01.1943 г. | Ленинградский фронт      |                             |                                         |                                                                                            | полк переучен на Як-7Б, аэр. Плеханово                          |
| 10.01.1943 г. | Ленинградский фронт      | 13-я воздушная армия        |                                         | 275-я истребительная авиационная дивизия                                                   | Як-7Б                                                           |
| 05.01.1944 г. | Ленинградский фронт      | 13-я воздушная армия        |                                         | 275-я истребительная авиационная дивизия                                                   | аэр. Молосковицы перевооружён на Як-9Д                          |
| 05.09.1944 г. | Карельский фронт         | 7-я воздушная армия         |                                         | 1-я гвардейская смешанная авиационная дивизия                                              | Як-9Д                                                           |
| 28.09.1944 г. | Карельский фронт         | 7-я воздушная армия         |                                         | 324-я истребительная авиационная дивизия                                                   | Як-9Д                                                           |
| 06.12.1944 г. | Московский военный округ |                             |                                         | 324-я истребительная авиационная дивизия                                                   | Як-9Д                                                           |
| 1949 г.       | Московский военный округ |                             |                                         |                                                                                            | переучился на новые самолёты МиГ-15                             |
| 13.02.1950 г. | Шанхайская группа войск  |                             |                                         | 106-я истребительная авиационная дивизия ПВО                                               | МиГ-15                                                          |
| 03.03.1950 г. | Шанхайская группа войск  |                             |                                         | 106-я истребительная авиационная дивизия ПВО                                               | боевые действия на МиГ-15                                       |
| 03.10.1950 г. | Шанхайская группа войск  |                             |                                         | 106-я истребительная авиационная дивизия ПВО                                               | окончание боевых действий на МиГ-15                             |
| 08.10.1950 г. | Шанхайская группа войск  | ПВО Ляодунского п-ова Китая | 64-й истребительный авиационный корпус  | 50-я истребительная авиационная дивизия ПВО (106-я истребительная авиационная дивизия ПВО) | МиГ-15                                                          |
| 21.11.1950 г. | Шанхайская группа войск  |                             | 64-й истребительный авиационный корпус  | 50-я истребительная авиационная дивизия ПВО                                                | Боевые действия на территории Кореи МиГ-15                      |
| 24.01.1951 г. | Шанхайская группа войск  |                             | 64-й истребительный авиационный корпус  | 50-я истребительная авиационная дивизия ПВО                                                | окончание участия в боевых действиях на территории Кореи МиГ-15 |
| 03.03.1951 г. | ПВО страны               |                             | 50-я воздушная истребительная армия ПВО | 50-я истребительная авиационная дивизия ПВО                                                | Левашово Ленинградской области МиГ-15                           |
| 10.02.1958 г. | ПВО страны               | Ленинградская армия ПВО     | 25-я воздушная истребительная армия ПВО | 44-я истребительная авиационная дивизия ПВО                                                | Горелово, МиГ-15                                                |
| 01.03.1960 г. | ПВО страны               | 18-й корпус ПВО             |                                         |                                                                                            | Горелово, МиГ-17                                                |
| 31.05.1969 г. | ПВО страны               | 10-я армия ПВО              |                                         | 5-я дивизия ПВО                                                                            | полк расформирован, Карелия, Су-9                               |

## Почётные наименования
- За показанные образцы мужества и геройства в борьбе против фашистских захватчиков и в целях дальнейшего закрепления памяти о героических подвигах сталинских соколов приказом НКО СССР 29-му гвардейскому истребительному авиационному полку 4 мая 1943 года присвоено почётное наименование «Волховский»[4]

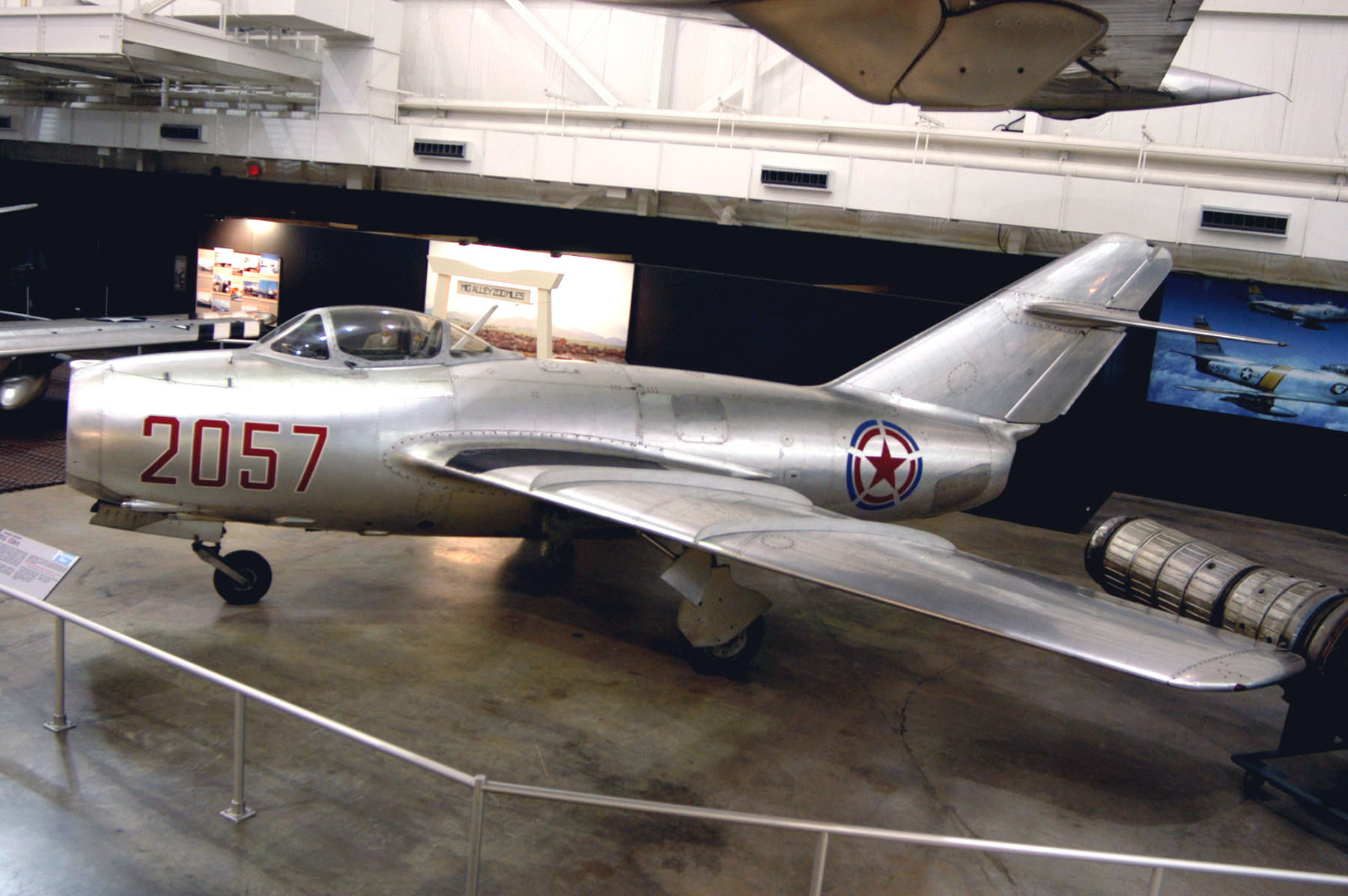
МиГ-15 опознавательными знаками ВВС Северной Кореи.

## Отличившиеся воины полка
- Горбачевский, Александр Иванович, командир эскадрильи 29-го гвардейского истребительного авиаполка 275-й истребительной авиационной дивизии 13-й воздушной армии Ленинградского фронта, гвардии капитан, Указом Президиума Верховного Совета СССР от 4 февраля 1944 года удостоен звания Герой Советского Союза. Золотая Звезда № 3200
- Зюзин Пётр Дмитриевич, штурманом эскадрильи 29-го гвардейского истребительного авиаполка 324-й истребительной авиационной дивизии 7-й воздушной армии Карельского фронта, гвардии лейтенант, Указом Президиума Верховного Совета СССР от 2 ноября 1944 года удостоен звания Герой Советского Союза. Золотая Звезда № 4318
- Коршунов Константин Ионович, командир эскадрильи 29-го гвардейского истребительного авиационного полка 275-й гвардейской истребительной авиационной дивизии 13-й воздушной армии Ленинградского фронта, гвардии старший лейтенант Указом Президиума Верховного Совета СССР от 04 февраля 1944 года удостоен звания Герой Советского Союза. Золотая Звезда № 3134
- Леонович Иван Семёнович, заместителем командира эскадрильи 29-го гвардейского истребительного авиаполка 324-й истребительной авиационной дивизии 7-й воздушной армии Карельского фронта, гвардии старший лейтенант, Указом Президиума Верховного Совета СССР от 2 ноября 1944 года удостоен звания Герой Советского Союза. Золотая Звезда № 4317
- Науменко Степан Иванович, заместитель командира эскадрильи по лётной части 29-го гвардейского Волховского истребительного авиационного полка 50-й истребительной авиационной дивизии 64-го истребительного авиационного корпуса, майор, за мужество и отвагу, проявленные при выполнении воинского долга Указом Президиума Верховного Совета СССР от 12 мая 1951 года присвоено звание Героя Советского Союза со вручением ордена Ленина и медали «Золотая Звезда» (6634)
- Пилютов, Пётр Андреевич, командир 29-го гвардейского истребительного авиационного полка 275-й истребительной авиационной дивизии 13-й воздушной армии Ленинградского фронта, гвардии капитан, Указом Президиума Верховного Совета СССР от 10 декабря 1943 года удостоен звания Герой Советского Союза. Золотая Звезда № 885
- Чубуков, Фёдор Михайлович, командир эскадрильи 29-го гвардейского истребительного авиаполка 275-й истребительной авиационной дивизии 13-й воздушной армии Ленинградского фронта, гвардии капитан, Указом Президиума Верховного Совета СССР от 19 августа 1944 года удостоен звания Герой Советского Союза. Золотая Звезда № 5138
- Чирков, Андрей Васильевич, помощник командира 29-го гвардейского истребительного авиационного полка по воздушно-стрелковой службе 275-й истребительной авиационной дивизии 13-й воздушной армии Ленинградского фронта, гвардии капитан, Указом Президиума Верховного Совета СССР от 4 февраля 1944 года удостоен звания Герой Советского Союза. Золотая Звезда № 3135

## Статистика боевых действий

### В годы Великой Отечественной войны
Всего за годы Великой Отечественной войны полком:
| Выполнено боевых вылетов | Сбито самолётов в воздухе | Уничтожено самолётов всего |
| ------------------------ | ------------------------- | -------------------------- |
| 13061                    | 429                       | 458                        |

Свои потери:
| Потеряно самолётов, всего | Погибло лётчиков всего | Погибло лётчиков в воздушных боях | Не вернулись с боевого задания | Погибло при налётах и прочие небоевые потери | Погибло в авиакатастрофах и умерло от ран |
| ------------------------- | ---------------------- | --------------------------------- | ------------------------------ | -------------------------------------------- | ----------------------------------------- |
| 96                        | 76                     | 43                                | 9                              | 2                                            | 13                                        |

### Во время войны на территории Китая в 1950—1951 гг.
| Выполнено боевых вылетов | Сбито самолётов в воздухе (ВВС Гоминьдана) | Свои не боевые потери |
| ------------------------ | ------------------------------------------ | --------------------- |
| 80                       | 2                                          | 1 МиГ-15 и 1 лётчик   |

### Во время войны в Корее
За Войну в Корее полком
| Выполнено боевых вылетов, всего | Проведено воздушных боев, всего | Сбито самолётов ООН | из них бомбардировщиков | из них истребителей-бомбардировщиков | из них разведчиков |
| ------------------------------- | ------------------------------- | ------------------- | ----------------------- | ------------------------------------ | ------------------ |
| 800                             | 29                              | 37                  | 5                       | 31                                   | 1                  |

Свои потери:
| Потеряно самолётов, всего | Погибло лётчиков всего |
| ------------------------- | ---------------------- |
| 5                         | 4                      |